# Tentomon
Tentomon (テントモン?) è un Digimon di livello intermedio del media franchise giapponese Digimon, che comprende anime, manga, giocattoli, videogiochi, carte collezionabili ed altri media.
"Tentomon" è il nome che condividono tutti i membri di questa particolare specie Digimon. Ci sono numerosi Tentomon diversi che appaiono in varie serie anime e manga di Digimon.
L'apparizione più conosciuta di Tentomon è quella nell'anime Digimon Adventure come Digimon partner di Izzy Izumi.
Il Tentomon di Digimon Adventure appare anche nella serie sequel Digimon Adventure 02 e in tutti i film relativi ad Adventure e Adventure 02. Compare inoltre in Digimon Adventure tri..
È principalmente un Digimon insetto, ma per metà è anche robot.
Tentomon è doppiato in giapponese da Takahiro Sakurai (dando al Digimon un pesante accento del Kansai) e in italiano da Massimiliano Alto in Adventure e Last Evolution Kizuna e da Stefano Billi in Adventure 02.

## Aspetto e caratteristiche
Il nome "Tentomon" deriva parzialmente dalla parola giapponese "tentoumushi", che significa coccinella, e dal suffisso "-mon" (abbreviazione di "monster") che tutti i Digimon hanno alla fine del loro nome. Il significato del nome "Tentomon" è, quindi, "mostro simile a una coccinella".
Tentomon, tenendo fede al suo nome, assomiglia molto a una coccinella. Ha in totale sei zampe (quelle anteriori sono simili a lunghe braccia) e ognuna di esse presenta un artiglio grigio all'estremità. Il suo dorso è coperto dal guscio, simile nella trama a quelli propri delle coccinelle, che protegge le sue ali. Ha grandi occhi verdi e due antenne arancioni che si dipartono dalla sua testa. Quando parla, nonostante disponga di una bocca, questa non sembra mai muoversi.
Tentomon presenta un guscio, formato dalle sue elitre, molto resistente ed è uno dei primi Digimon insetto a essere stato creato; tuttavia, gli manca l'aggressività. Mentre molti altri Digimon insetto di livello intermedio sono subdoli di natura, Tentomon mostra spesso comportamenti spensierati e da vero amante della natura, spesso fermandosi a odorare fiori o a dormire all'ombra degli alberi.

## Apparizioni
Tentomon compare la prima volta in Adventure quando Motimon digievolve Tentomon per proteggere Izzy da un Kuwagamon. Tentomon ammira molto il suo partner umano per la curiosità e l'intelligenza che lo contraddistinguono. Tentomon stesso è un Digimon molto assennato e arguto che dimostra spesso intelligenza e perspicacia che ben corrispondono quelle del suo partner. È un tipo molto alla mano e gli piace giocherellare in giro. Nella versione giapponese Tentomon parla in un dialetto tipico della zona del Kansai. Tentomon diventa presto uno di famiglia per gli Izumi, che conoscono il Digimon durante la battaglia con Myotismon nella prima stagione.
Tentomon appare anche nel film Our War Game! e nel suo sequel Diaboromon Strikes Back! per combattere contro il malvagio Digimon Diaboromon.
Tentomon è l'unico Digimon di Adventure/Adventure 02 a riuscire a digievolvere dal livello primario a quello evoluto in un solo episodio. Accade infatti in "Il trionfo di MegaKabuterimon", dove Tentomon regredisce prima al suo stadio primario di Pabumon quando Izzy perde la sua mente avida di sapere e si disinteressa completamente di lui, riuscendo infine a superdigievolvere al livello evoluto di MegaKabuterimon quando il suo partner umano torna in sé e riesce a far brillare la sua Digipietra.
In Digimon Adventure tri. Tentomon e gli altri Digimon e Digiprescelti della prima generazione tornano nel ruolo di protagonisti e sono chiamati a difendere il mondo reale dagli attacchi dei Digimon infetti. Ha un ruolo fondamentale nel terzo film, quando resta solo a combattere contro Meicoomon e contro tutti i compagni infetti, a pochi minuti dal reboot di Digiworld, raggiungendo per la prima volta il livello Mega.

## Altre forme
Il nome "Tentomon" si riferisce solo alla forma di livello intermedio di questo Digimon. Durante le serie, Tentomon riesce a digievolvere in un certo numero di forme più potenti, ognuna con nome ed attacchi speciali diversi. Tuttavia, il livello intermedio è la sua forma di preferenza, nonché quella in cui passa la maggior parte del tempo, a causa della più alta quantità di energia richiesta per rimanere a un livello più alto.

### Pabumon
Pabumon (バブモン?, Babumon) è la forma al livello primario di Tentomon. Il suo nome proviene da "pabu", forma alternativa di "babu", a sua volta diminutivo della parola giapponese "baburu", "bolla". "Pabumon" significa quindi "mostro simile a una bolla". È un blob di colore verde con un ciuccio giallo in bocca.
Pabumon appare in Adventure quando Vademon sottrae a Izzy la sua mente avida di sapere e la sua Digipietra, causando una graduale perdita di potere in Tentomon. Tentomon regredisce quindi in Motimon, poi in Pabumon. Compare anche in un flashback di quando le Digiuova contenenti i Digimon prescelti si schiusero sull'Isola di File. Pabumon non è in grado di parlare, ripete solo la parola "Pabu" proprio perché è un Digimon di livello primario.

### Motimon
Motimon (モチモン?) è la forma al livello primo stadio di Tentomon. È un blob rosa di forma cilindrica con occhi neri splendenti, un muso sinuoso a forma di W e due braccia che presentano tre artigli in via di sviluppo alle estremità. Il nome "Motimon" viene dalla parola giapponese "mochi", un tipo di impasto di riso. Il nome di Motimon significa quindi "mostro simile a un impasto di riso".
Tentomon si presenta in questa forma quando Izzy arriva per la prima volta a Digiworld. Motimon riappare quando Izzy perde la sua Digipietra in favore di Vademon e il Digimon regredisce da Tentomon in Motimon, poi in Pabumon, per poi digievolvere fino al suo livello evoluto di MegaKabuterimon. Da quel momento in poi, il Digimon regredisce in Motimon solo dopo grandi consumi di energia nella forma di MegaKabuterimon. Inoltre, in questa forma Motimon assomiglia molto a uno dei fantasmi di Pacman.

### Kabuterimon
Kabuterimon (カブテリモン?) è la Digievoluzione al livello campione di Tentomon. Il nome "Kabuterimon" deriva parzialmente dalla parola giapponese "kabutomushi", che significa scarabeo. "Kabuterimon" significa quindi "mostro simile a uno scarabeo".
Kabuterimon è un insetto maggiormente sviluppato di Tentomon ed è modellato sui Dynastinae. Ha quattro zampe superiori, due zampe inferiori e un elmetto che ne ricopre il cranio e che nasconde i suoi occhi. Due paia di larghe ali si estendono dallo spazio tra le sue scapole, molto al di fuori e più in alto rispetto al resto del suo corpo; presenta inoltre un grosso pungiglione sulla parte terminale della schiena, ma questo non viene mai usato in combattimento.
Kabuterimon appare per la prima volta nell'episodio "L'avventura continua", quando libera Andromon dal potere di un Ingranaggio Nero. Kabuterimon viene anche coinvolto nelle battaglie contro Devimon, Etemon e LadyDevimon. Kabuterimon appare anche nel film "Our War Game!", in cui Tentomon digievolve per cercare di combattere Infermon.
In Adventure 02, l'Imperatore Digimon usa i dati raccolti sul cranio di Kabuterimon per la creazione di Kimeramon.
In Adventure tri. Tentomon partecipa alla battaglia contro i Kuwagamon infetti e a quella contro Alphamon digievolvendo Kabuterimon.

### MegaKabuterimon
MegaKabuterimon (アトラーカブテリモン?, AtlurKabuterimon) è la Digievoluzione al livello evoluto di Tentomon. Il prefisso "Mega" è dato dalle enormi dimensioni del Digimon.
L'aspetto di MegaKabuterimon è molto simile a quella di Kabuterimon, ma con diverse sostanziali differenze: è più grande e massiccio di Kabuterimon, di colore rosso con mani blu. La forma del corno sul muso è cambiata notevolmente, assumendo una forma che ricorda un'ascia o una lancia, e va a costituire l'arma primaria del digimon. Altra caratteristica di MegaKabuterimon è che a differenza della sua forma campione, la schiena è coperta da due spesse elitre, creando quindi una protezione molto efficace, tanto che un attacco di un Digimon potente come LadyDevimon non l'ha neanche scalfita; le elitre sembrano saldate e non si aprono mai, quindi per volare MegaKabuterimon emette un "getto" di fiamme dalla sua parte posteriore che gli fornisce spinta.
Kabuterimon superdigievolve in questa forma durante il combattimento con Vademon, assumendo la forma anche nelle battaglie successive contro i tirapiedi di Myotismon e, successivamente, contro quelli dei Padroni delle Tenebre. Tentomon perde l'abilità di digievolvere in questa forma quando Izzy libera il potere della sua Digipietra per liberare i Digimon Supremi. Successivamente, in Adventure 02, Azulongmon usa uno dei suoi dodici Digicuori Iridescenti per permettere ai Digimon prescelti di digievolvere nuovamente al livello evoluto e quindi Tentomon riguadagna la forma. MegaKabuterimon torna nuovamente verso la fine della serie, impegnato a Hong Kong con Izzy, Kari e Gatomon per rispedire a Digiworld i Digimon apparsi lì. Raggiunge nuovamente questa forma nel terzo film di Digimon Adventure tri., prima di digievolvere per la prima volta al livello Mega.

### HerculesKabuterimon
HerculesKabuterimon (ヘラクルカブテリモン?, HerakleKabuterimon) è la Digievoluzione al livello mega di Tentomon. Il prefisso "Hercules" indica l'enorme forza acquisita dal Digimon raggiungendo questo livello. È un Digimon insetto, il cui aspetto ricorda lo scarabeo ercole.
HerculesKabuterimon ha dimensioni simili a quelle di GrandKuwagamon: dal corpo interamente dorato, dispone di un corno e di enormi forbici. Riguadagna anche l'abilità di volo, persa al livello evoluto, che gli permette di muoversi a velocità supersonica.
Tentomon raggiunge per la prima volta questa forma nel terzo film della serie Digimon Adventure tri., Kokuhaku, durante la battaglia contro Meicoomon, mentre tutti i suoi compagni hanno subito l'infezione e il reboot di Digiworld è imminente. HerculesKabuterimon riesce all'ultimo istante a forzare l'avversario all'interno della distorsione, aiutato anche dai compagni mossi dalle sue parole contro l'infezione.

## Character song
Tentomon dispone dell'image song "Dengeki Rhapsody" ("Rapsodia da shock elettrico") e un'altra in comune con Izzy (Umi Tenjin) chiamata "Seikaijuu no Keshiki wo!" ("Il paesaggio del mondo intero!"). In Digimon Adventure Tri. ne possiede una seconda, intitolata "Kioku no Kakera -Tentomon Side-"

## Accoglienza
Sage Ashford di CBR ha classificato Tentomon come il quinto migliore Digimon di livello intermedio. Twinfinite ha classificato Tentomon come il sesto miglior Digimon dei Digiprescelti originali. Jeremy Gill di ReelRundown ha classificato HerculesKabuterimon come la quinta miglior Megadigievoluzione dei Digimon originali.